# Cratere Delta
Delta  è un cratere sulla superficie di Marte.